# Csitajho
Csitajho (egyszerűsített kínai írással: 七台河市, pinjin: Qītáihé) prefektúra szintű város Kínában, Hejlungcsiang tartományban. Lakosainak száma 689 611 fő (2020).

## Népesség
| 2010 | 920 471 |
| 2020 | 689 611 |

## Híres emberek
- Itt született Vang Meng rövidpályás gyorskorcsolyázó.